# Fornovo di Taro
Fornovo di Taro és un municipi situat dins del territori de la província de Parma, a Emília-Romanya, (Itàlia).
Fornovo di Taro limita amb els següents municipis: Collecchio, Medesano, Sala Baganza, Solignano, Terenzo, Varano de' Melegari. El pont de Solferino connecta amb Ramiola a l'altra banda del riu.

## Història
És especialment recordat com el lloc on es va desenvolupar la batalla de Fornovo, lliurada el 1495 entre la lliga italiana i les tropes franceses de  Carles VIII.

## Demografia
| Gràfica d'evolució demográfica de Fornovo di Taro entre 1861 i 2001 |
|                                                                     |
| Font ISTAT - elaboració gràfica de Wikipedia                        |